# Huvudhand
Huvudhand eller svärdshand är den hand som en människa föredrar att använda. De flesta människor är högerhänta. Vänsterhänthet och ambidextri (dubbelhänthet) förekommer också.